# 農業機

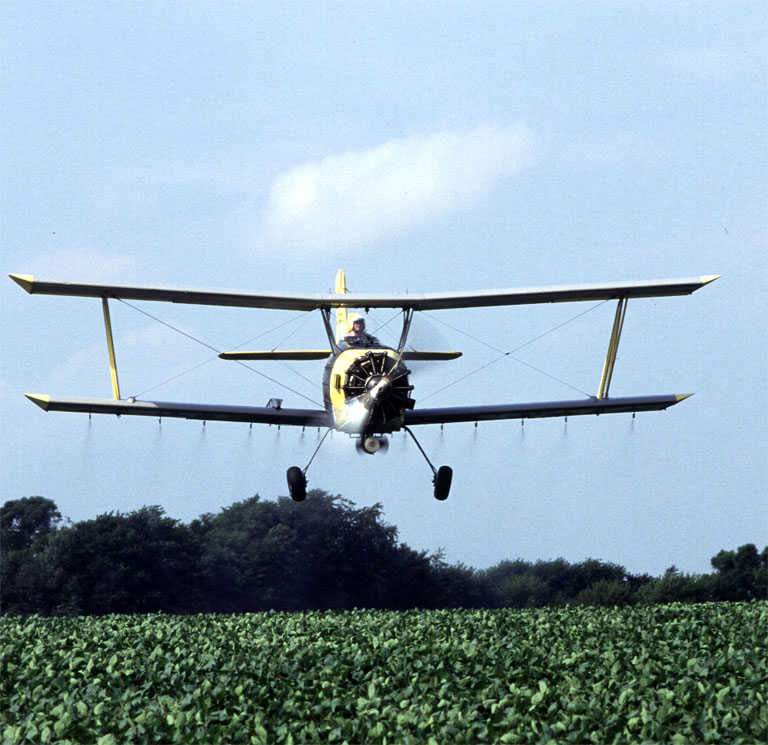
農薬散布作業を行っているグラマン G-146 アグキャット

農業機（のうぎょうき、英: agricultural aircraft）とは、農業に用いる航空機である。航空機の高速移動能力を活用し、農薬・肥料などの空中散布を行うことを目的とする。ヘリコプターが用いられることもある。
専用設計の機体だけでなくPZL 104 35Rのように汎用小型機を改造した機体も存在する。

## 概要
広大な耕地においては農薬散布作業は時間がかかるものであり、それを省力化するために航空機が利用されるようになった。農業機の特徴としては、薬剤散布用のポンプおよび散布機器は当然のこと、農場付近の草地など舗装されていない飛行場からも離着陸できるSTOL能力を確保するため複葉機が多く、薬剤を搭載するための大容量タンクとそれに耐えられる強力なエンジン、適切な散布を行うための低速・超低空における運動性の確保が求められる。超低空飛行時における障害物への衝突も考慮し機体強度も高い。低空を飛ぶ機体であるが農薬が機内に侵入しないように操縦室を与圧構造としている機種が多い。
整備拠点から離れた農業地帯においてユーザーが運用することが前提であるため、信頼性も重視される。また農薬・肥料・種子などに対応した多彩なオプションが用意されているが、整備士ではない農家にも扱いやすいように簡単な工具で取り外し可能となっているなど、整備性も重視される。
農地上空のみを飛行するため航続距離は重視されず燃料タンクは小さい。また長時間の飛行は行わないため居住性も考慮されない。
軽飛行機を改造した機体が主流だが専用設計の機体も存在する。専用機は上記の要件を満たすため特異な外観の機体が多い。例としてPL-12 エアトラックの機体は、肥料を載せたトラックを後ろに密着させるために尾翼は2本の独立したブームに取り付ける変則的な構成を採用し、主翼下に小翼を設置したことで失速速度は96 km/hと低速飛行を可能とした。また空虚重量755kgの単座機ながらビーチクラフト ボナンザなど複数人と荷物を乗せる機体に採用されるエンジン（Continental O-520）を採用したことで、ペイロードは1トンに達する。一方で最高速度は191km/hと非常に低く、燃料の搭載量は180L程しかないため航続距離は短い。

## 歴史

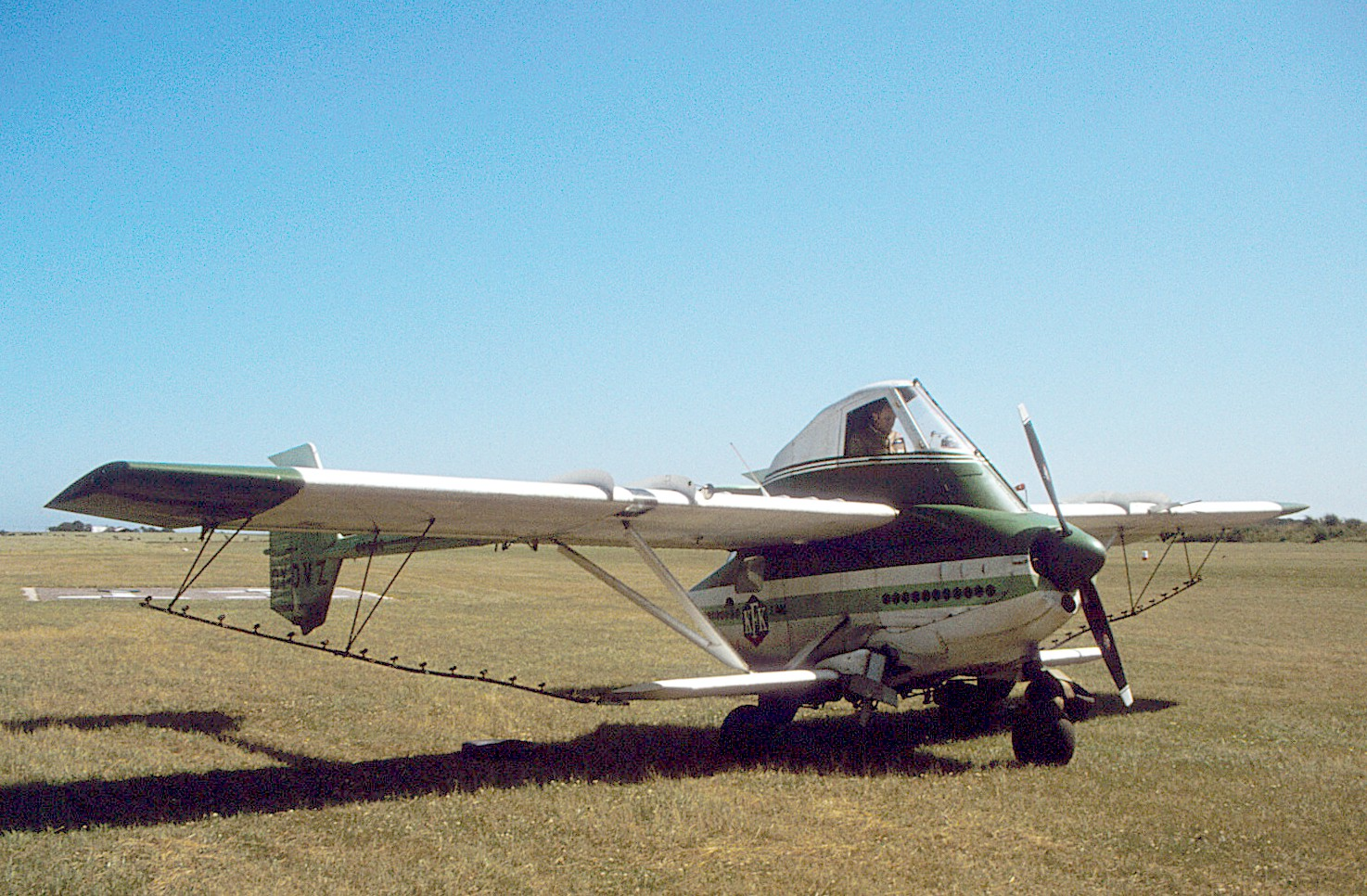
PL-12 エアトラック

農業機の歴史は、1920年代のアメリカ合衆国から始まる。国土の広さから航空機の民間運用が盛んであり、広大な農地が多いアメリカでは効率的に広範囲に農薬を散布するための手段が求められた。初期の農業機はデ・ハビランド DH.82 タイガー・モスなど、軍用機の払い下げのものが使用されていた。1940年代以降は空中散布の研究が進んだこともあり、専用機が用いられるようになってきた。1950年代に太平洋戦争中、F4F　ワイルドキャット等の艦上機を生産していたグラマンはアグキャットを開発した。その後、グラマンはジェット軍用機の生産に専念することになりアグキャットの生産をシュワイザー・エアクラフトに委ねた。シュワイザーは生産を引き継いで1957年から1983年までの間、シュワイザー社はアグキャットを2,455機生産した。
1981年、シュワイザーはグラマンより設計と生産の権利を購入して名前を『シュワイザー・アグキャット』に変えて生産を続けた。1995年、シュワイザーはアグキャットの権利をテキサス州のAg-Cat Corp.に売却した。 2001年2月に設計はアーカンソー州ウォールナットリッジのAllied Ag-Cat Productions Inc. に売却された。Allied Ag-Catは新しい機体の生産は行わず、関連会社が大規模なアグキャットの運行を行っている。
アメリカでの農業用航空機の需要は極めて大きく、上記の他にも多くの航空機メーカーが農業用航空機の供給を行っている。パイパー・エアクラフトもそのひとつであり、1957年に単葉農業機PA-25 ポーニーを、1972年にはその改良型のPA-36 ポーニー・ブレイブを開発・発売しており、多くのシェアを有している。また、ポーランドのPZL M-18 ドロマーダーも200機以上が輸入されている。
その他、ロシア・ウクライナ等の旧ソビエト連邦諸国やオーストラリア、カナダ等、広大な国土と農地を持つ国においても農業用航空機の運用が盛んである。特に旧ソ連では国の主導で農業機が大規模に運用されており各地に航空クラブが設立され、第二次世界大戦にはこれらのパイロットが赤色空軍に徴兵されている。また旧ソ連を中心とする旧コメコン経済圏においては、アントノフAn-2が広く採用された。1973年には、極めて珍しいジェット複葉農業機のM-15も開発され、旧ソビエト連邦で実用された。
近年では中華人民共和国においても、農業機械化の一環として農業機の導入が大規模に行われている。

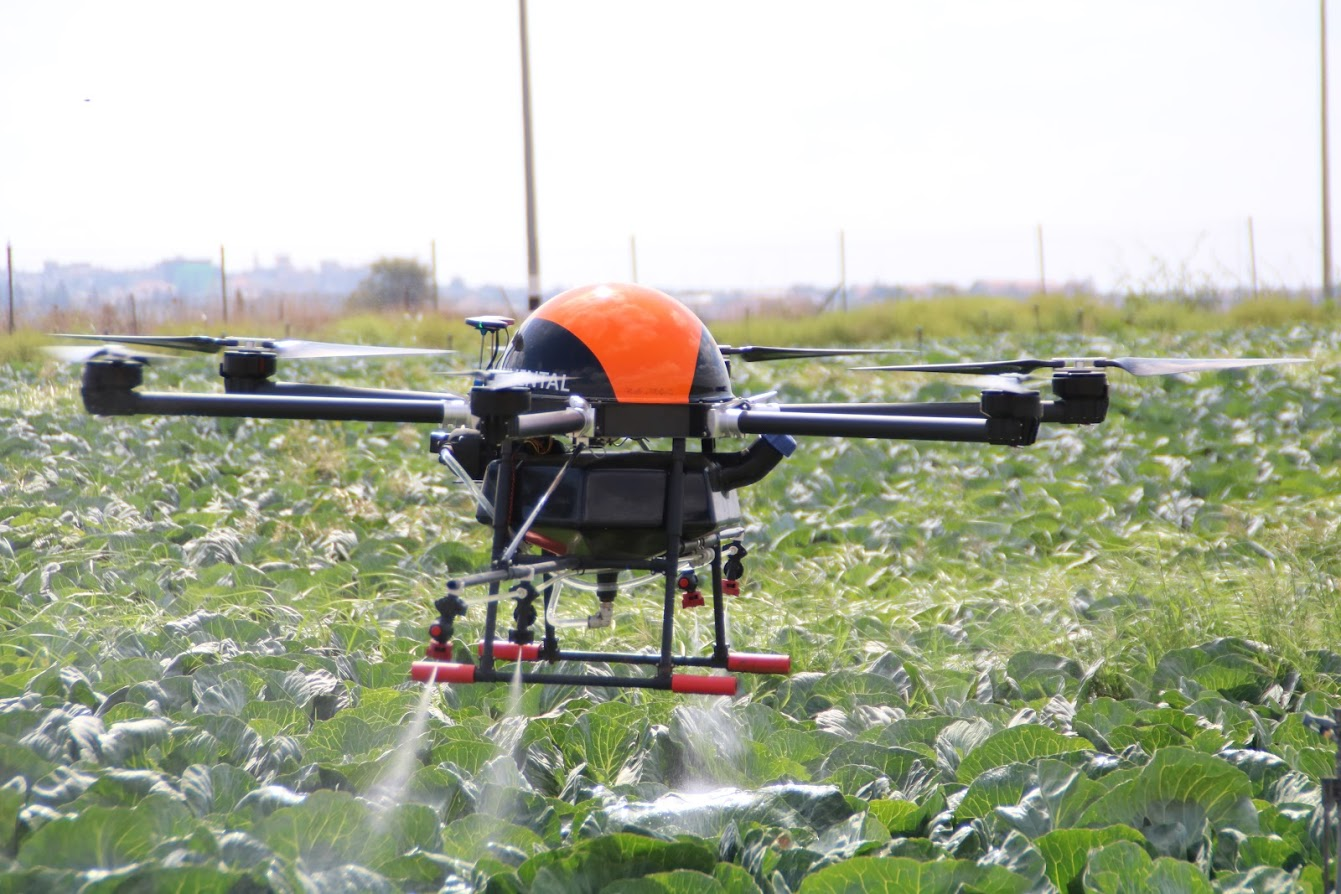
イスラエルのキャベツ畑で農薬散布を行う農業無人機4X-UHJ

日本においては耕地面積の広さが大陸諸国と比較して狭く、かつ宅地と耕地が隣接している地域も多いことから、狭い空域での作業に適したヘリコプターが農業機として用いられている。2000年代以降、産業用無人ヘリコプターの開発・実用化が進み、小規模な農地でも無人ヘリコプターを農薬散布や種籾直播に用いて作業の効率化・省力化を図る例も拡大している。近年ではドローンの利用も模索されている。例外的に北海道では農地が広大であるため、固定翼機の農業機が利用されている。農林水産省では無人航空機を利用した散布用の農薬を規定している。2015年12月10日に航空法の一部が改正され、産業用無人ヘリコプターやドローンを利用した空中散布には、国土交通省の許可が必要となった。
農薬や肥料の散布など決まったルートの飛行はプログラム化しやすいため、農業用無人航空機（農業用ロボット）が登場している。

## 代表的な農業機
- グラマン G-164 アグキャット（アメリカ）
- エア・トラクター AT-400（アメリカ）
- パイパー・エアクラフト PA-25 ポーニー（アメリカ）
- パイパー・エアクラフト PA-36 ポーニー・ブレイブ（アメリカ）
- アントノフ（現：ANTKアントーノウ）　An-2（ソビエト／ウクライナ）
- PZL M-18（ポーランド）
- コモンウェルス・エアクラフト CA-28　セレス（オーストラリア）
- トランスアヴィア PL-12 エアトラック（オーストラリア）
- エンブラエル EMB 202 イパネマ（ブラジル）

### 無線操縦ヘリコプター
- ヤマハ FAZER（日本）
- ヤマハ RMAX（日本）
- ヤンマー YF390（日本）
- ヤンマー AYH-3（日本）

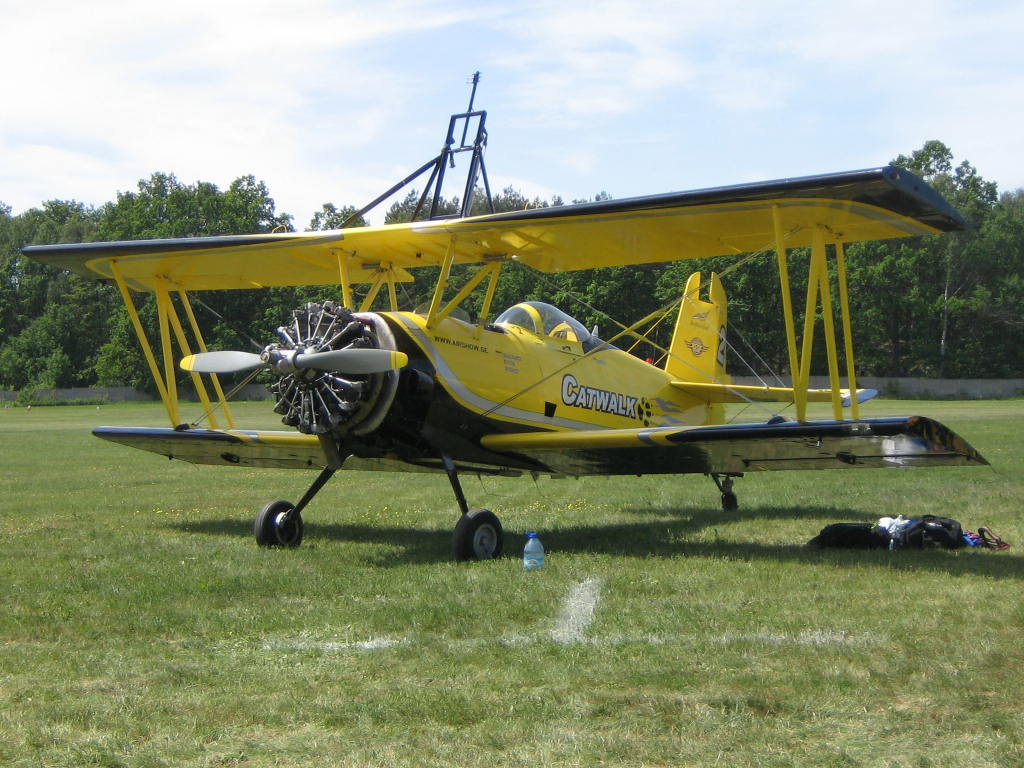
グラマン　G-164　アグキャット（アメリカ）
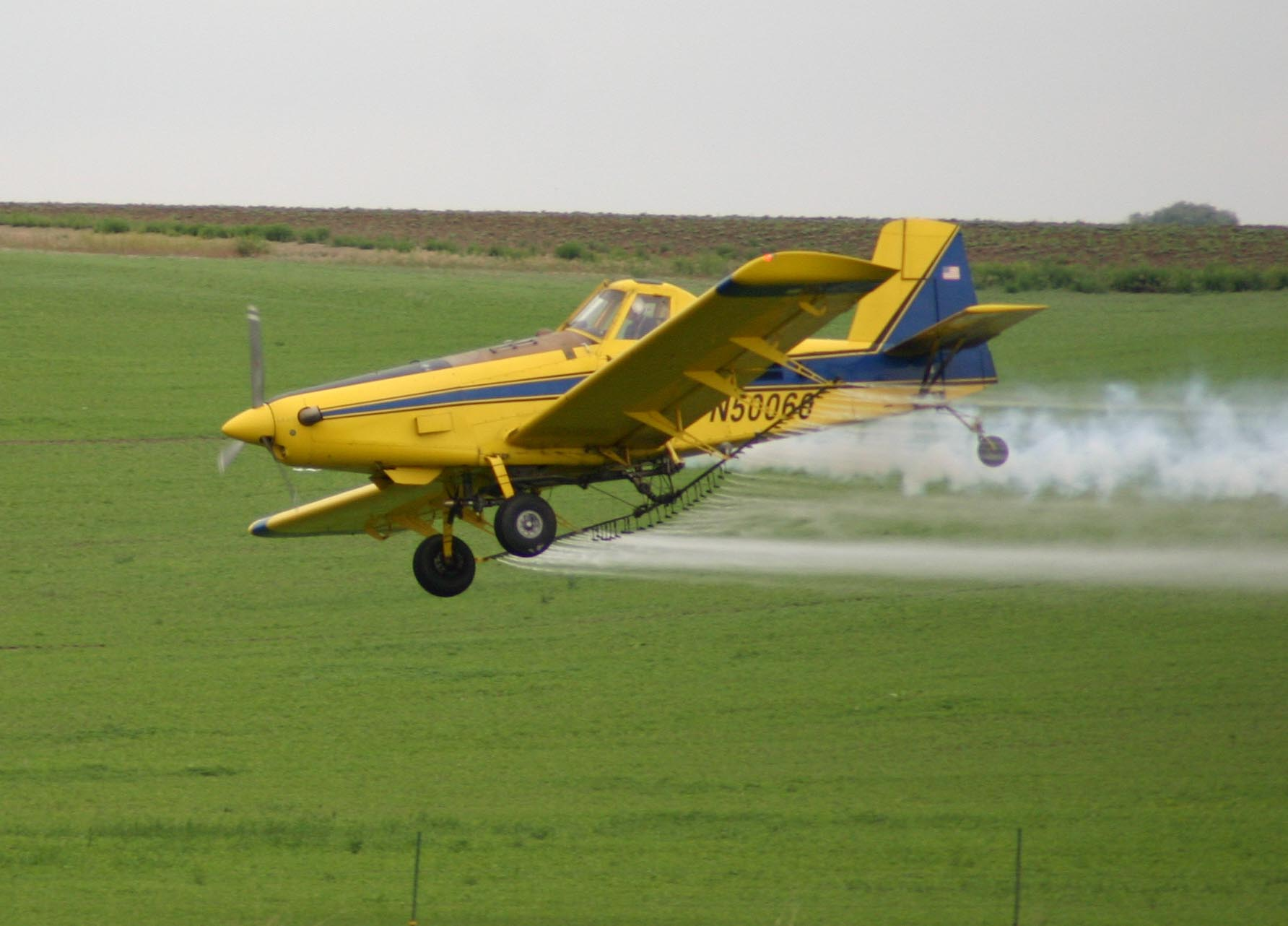
エアトラクター AT-400（アメリカ）
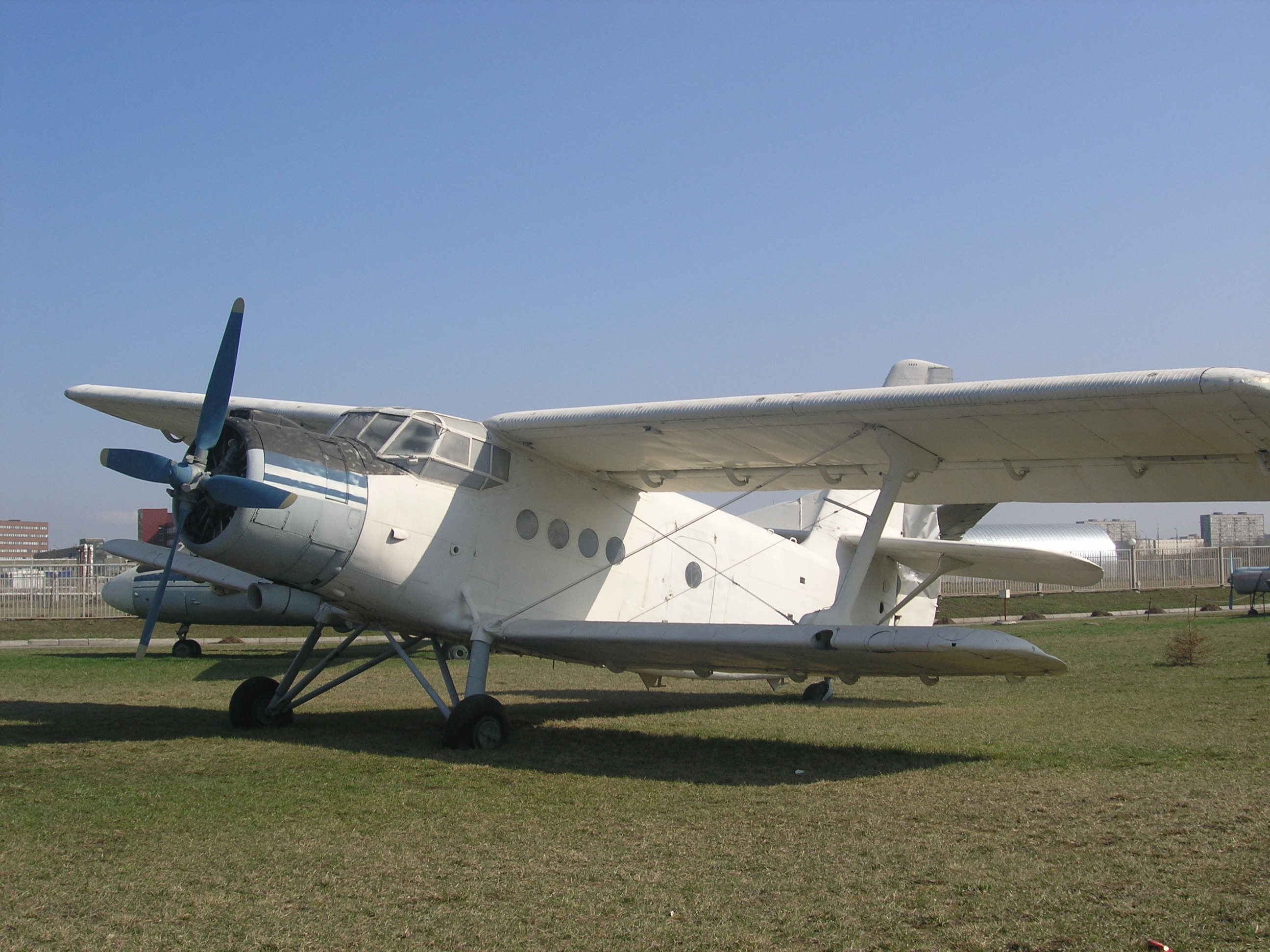
アントノフ（現：ANTKアントーノウ）An-2（ソビエト／ウクライナ）
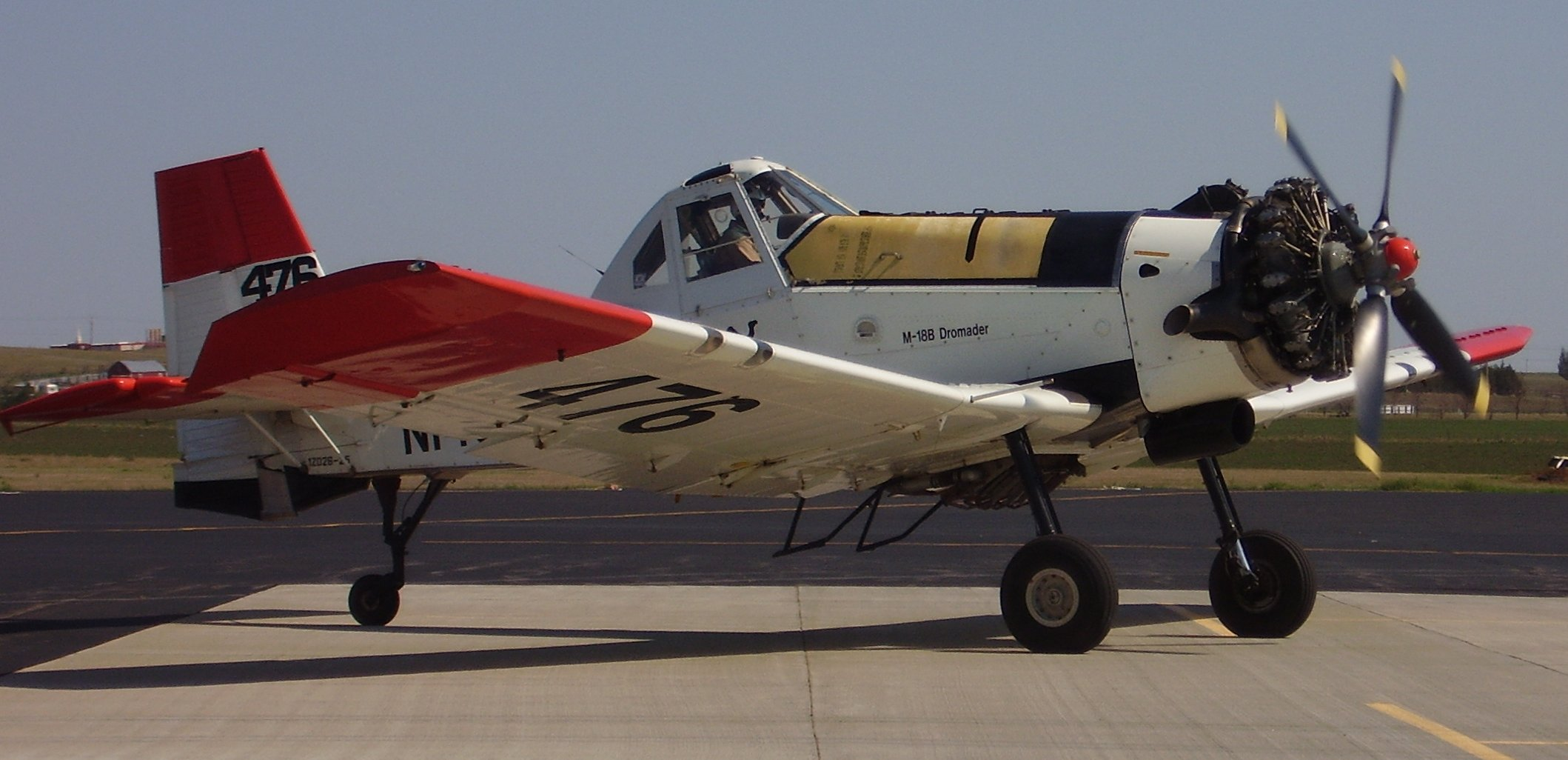
PZL　M-18（ポーランド）
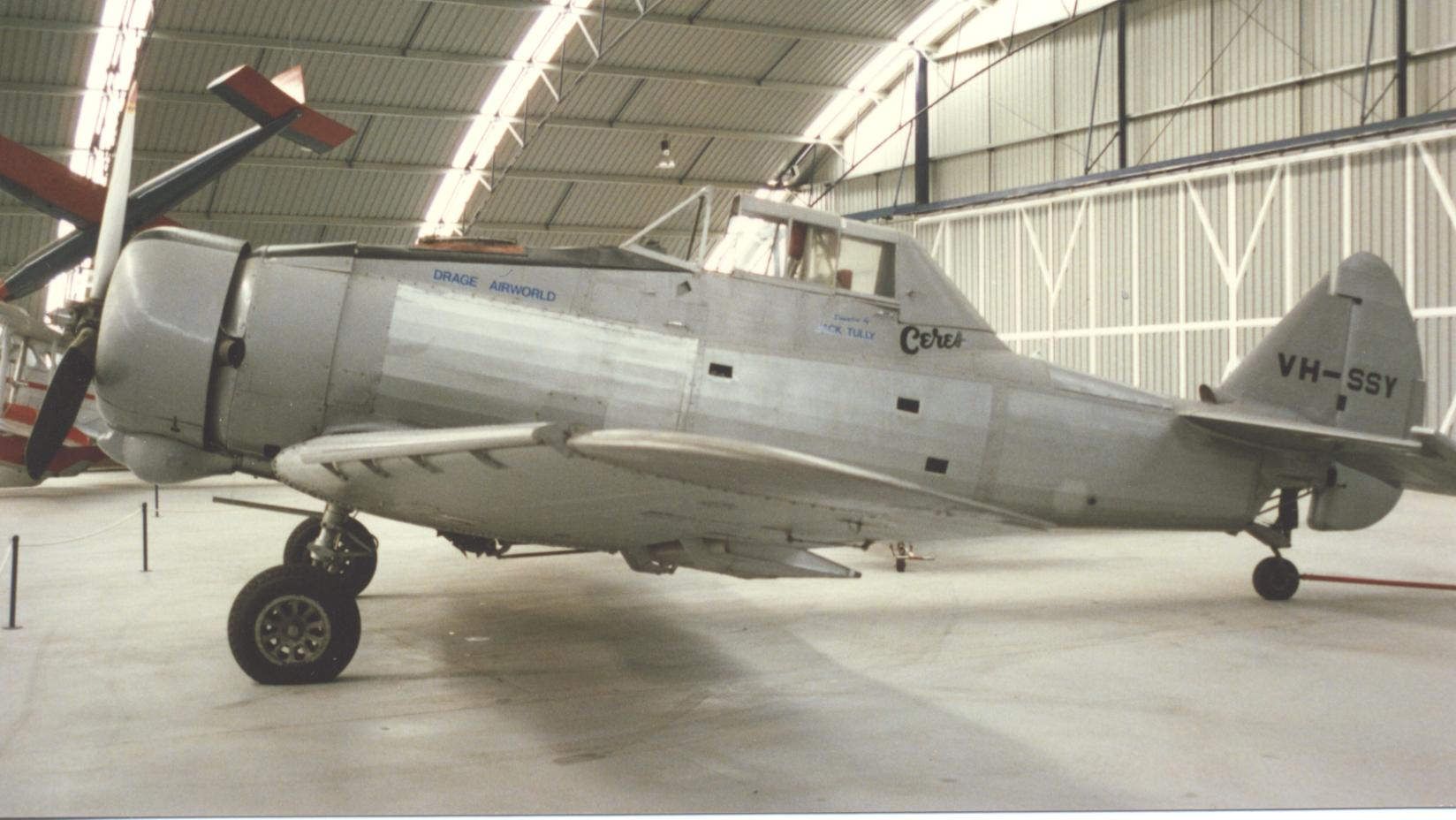
コモンウェルス・エアクラフト（CAC）CA-28　セレス（オーストラリア）
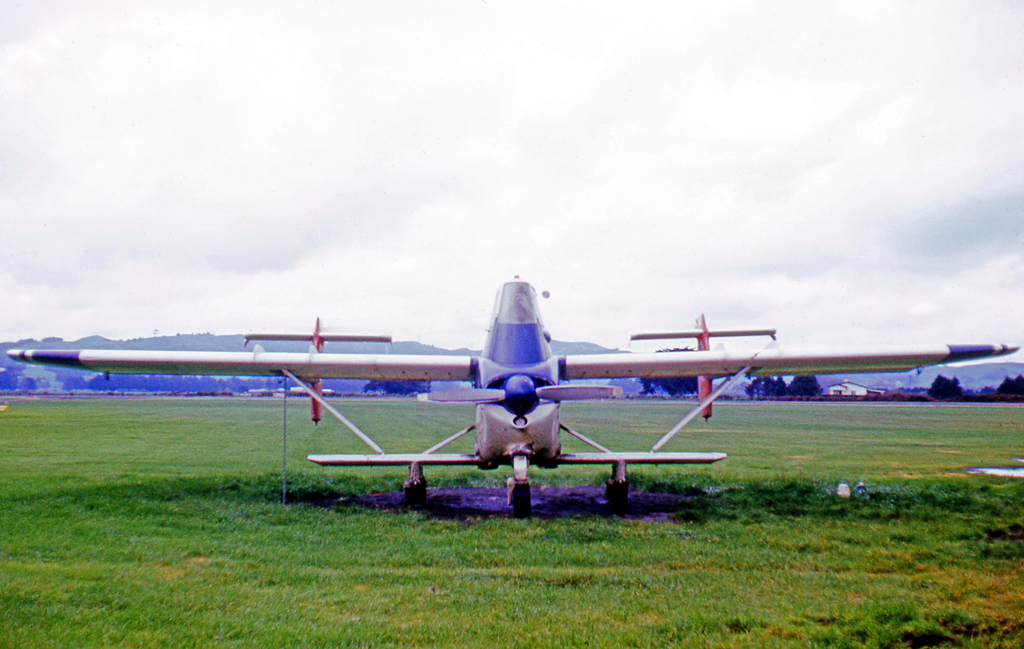
トランスアヴィア PL-12 エアトラック
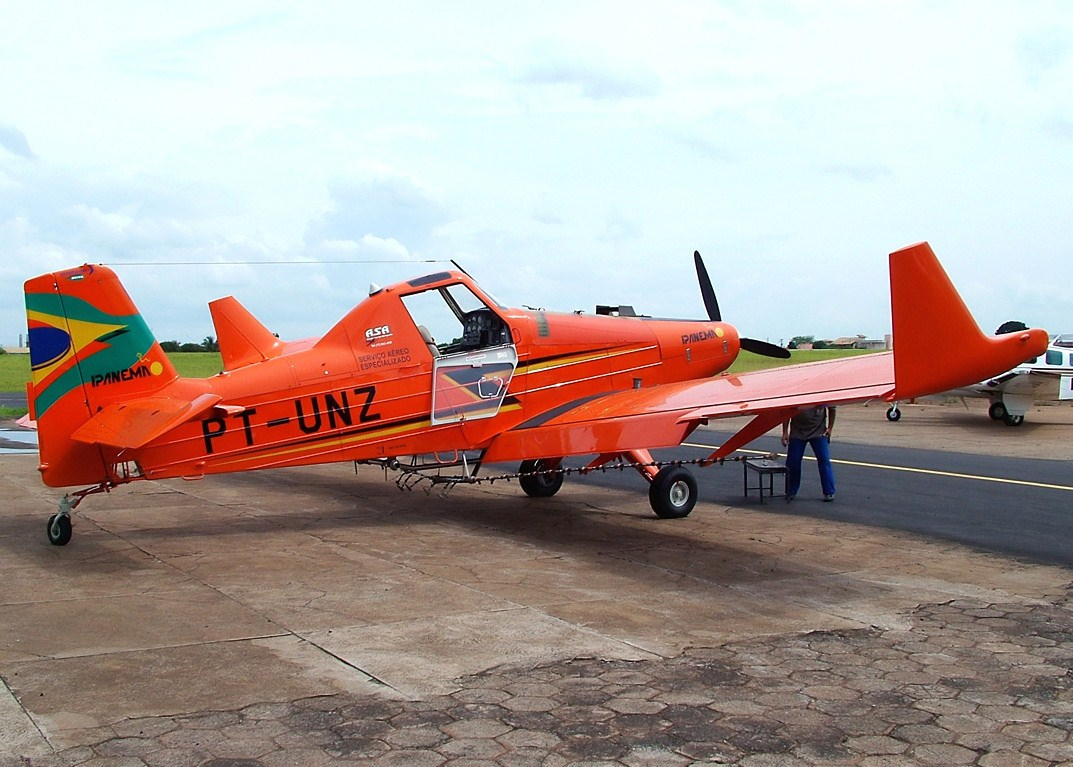
エンブラエル EMB 202 イパネマ
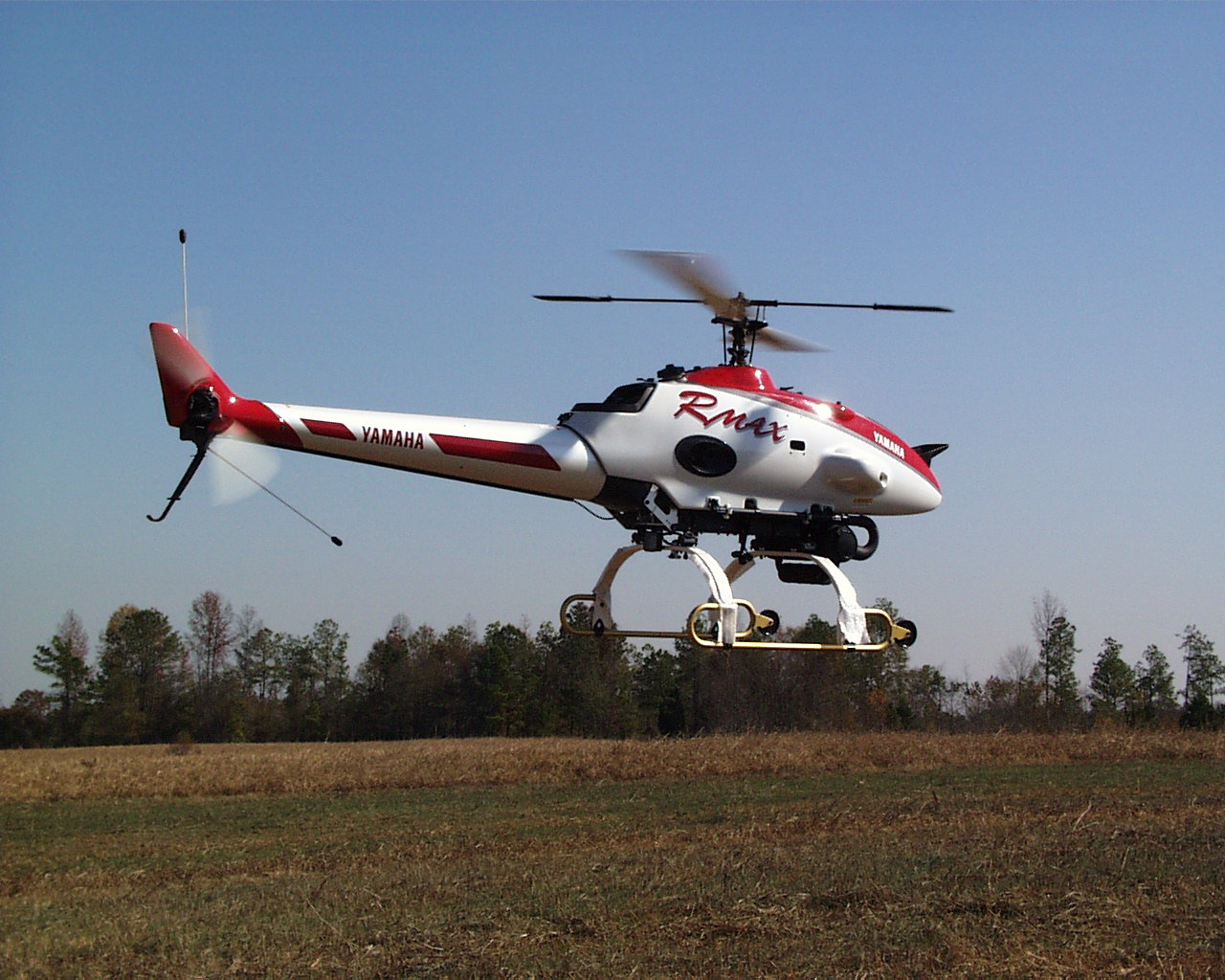
ヤマハ RMAX（日本）

## リンク
- 無人航空機（無人ヘリコプター等）に関する情報 - 農林水産省